# 윈난 대학
윈난 대학(雲南大學)은 중화인민공화국의 공립 대학교이다.
원래 이 학교는 국민정부 대륙 본토 중화민국 시절이던 1922년 12월 1일에 둥루 대학당(東陸大學堂)으로 첫 개교되었고 이듬해 1923년 3월 2일을 기하여 둥루 대학(東陸大學)으로 교명 개칭되었으며 1951년 윈난 대학(雲南大學)으로 또다시 교명 개칭되었고 이후 이 교명이 현재에 이르고 있다.

## 학교 동문

### 저명한 동문
- 가오진쑹 (前 중국공산당 중화인민공화국 윈난 성 쿤밍 서기위원장.)
- 천순 (前 중화인민공화국 교육부 판공청 주임.)